# Торговельний долар (монета США)
Торгове́льний до́лар (англ. Trade dollar) було викарбувано на монетному дворі США, як монету, що повинна була конкурувати з іншим популярними на той час срібними монетами, відносно великої ваги. Ідея карбування монети вперше з'явилася в 1860 році, коли ціни на срібло почали знижуватись в зв'язку із збільшенням видобутку срібла на західних територіях Сполучених Штатів. В 1873 році Конгрес приймає Монетний акт, який встановив, що торговельний долар є законним платіжним засобом вартістю п'ять доларів (рахункова грошова одиниця). З усіх проєктів дизайна було затверджено проєкт Вільяма Барбера.
Перші монети були викарбувані 1873 року та надійшли до обігу в Китаї. Велика кількість срібла була переведена у форму торговельного долара, що призвело до зниження його курсу, що викликало незадоволення в регіоні для якого він призначався. У 1876 році відбувається демонетизація срібного долара. Монете в свою чергу знаходилися в обігу до 1883 року. Пізніше торговельний долар було ремонетизовано Монетним актом 1965 року. 

## Передісторія

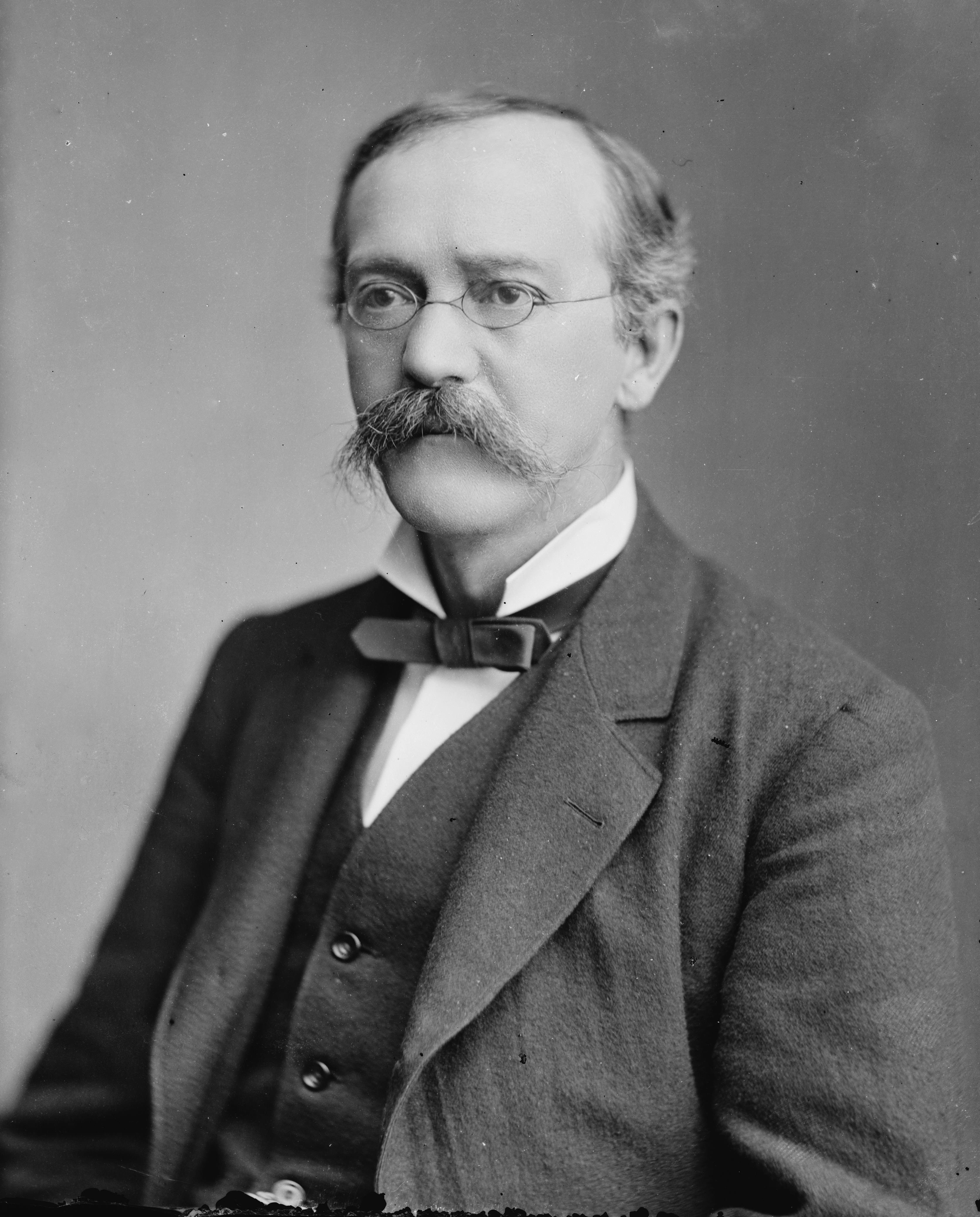
Джон Джей Нокс виступив з ідеєю карбування американської срібної монети, яка повинна була скласти конкуренцію Мексиканському долару у Східній Азії

Після каліфорнійської золотої лихоманки , що розпочалася в 1849 році і австралійської золотої лихоманки , яка почалася в 1851 році,в обіг було введено значну кількість золота, яке створило велику напругу з звичайних каналах введення дорогоцінних металів в обіг. Дана ситуація зумовила зростання відносної вартості срібла в результаті срібні монети швидко зникли з обігу, перетворившись на засіб нагромадження. 
В Китаї великої популярності в обігу набув Мексиканський песо (наступник Іспанського долара), але слід мати на увазі, що китайці чутливі навіть до незначних змін у дизайні монет. Американський срібний долар,що мав меншу вагу ніж свій іспанський відповідник, що змушувало американських торговців міняти його на мексиканський песо для проведення розрахунків у Китаї. На початку 1866 року, під час правління імператора Максиміліана, дизайн Мексиканського песо був змінений (введено зображення імператора на монеті), що викликало загальне відмову від цих монет в Китаї.
Після обговорення ситуації, що склалася, між Д.Дж. Ноксом, генеральним контролером фінансів та Л. Аю Гаррнетом, робірником та касиром монетного двору у Сан-Франциско, виникла ідея створення американської срубної монети для операцій у Східній Азії. Гарнетт обгрунтовува свою позицію тим, що монети залишаться в обігу в МСхіній Азії та не будуть використані для оплати в США, що надасть уряду можливість отримувати прибуток від сеньйоражу.  1870 року, Нокс ннапраляє доповідну записку в Казначейство з текстом законопроєкту про карбування відповідної монети.  Після внесення змін і доповнень з боку членів уряду  законопроєкт був поставлений Конгресу.

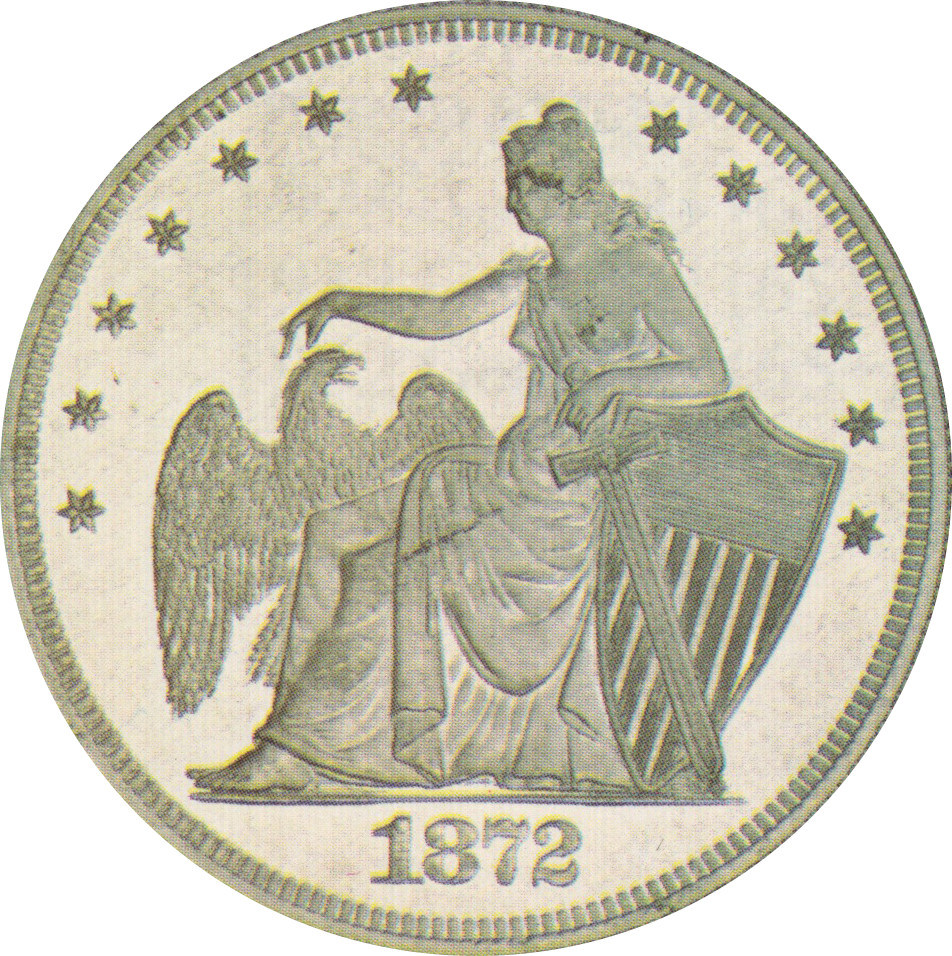
Один з перших дизайнів монети, розроблений Вільямом Барбером, було відхилено через занадто мілітаристський характер.

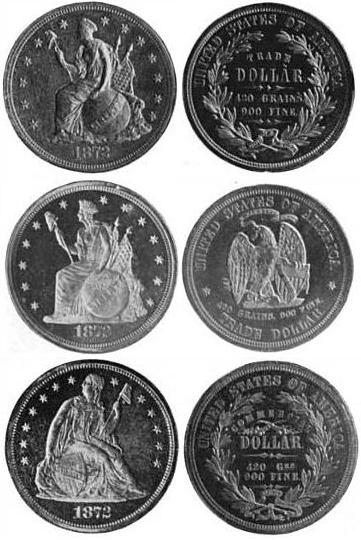
Шаблони для карбування торговельного долара.

Законопроєктом передбачено, щомонети мають статус законного платіжного засобу аж до п'яти доларів. також за наполяганням сенатора від Огайо Джона Шермана, вага та пробабули зазначені на звороті, але виникає питання їх необхідності бо історики нумізматики відзначають, що "китайські купці ніколи не зрозуміти їх".

## Випуск
У липні 1873, почалося виробництво штампів для карбування монет. Перші торгові долари були представлені на церемонії, що відбулася 11 липня, 1873. 14 липня було викарбувано перші сорок тисяч монет. На монетному дворі Карсон-Сіті отримали штампи для монет  22 липня, а згодом такі ж штампи були доставлені на монетний двір Сан-Франциско. 396,635 повноцінних монет і 865 пробних монети були викарбувані на монетному дворі Філадельфії в перший рік карбування монети У Карсон-Сіті і Сан-Франциско Мінц викарбувано 124,500 і 703,000 монет відповідно.

## Використання в обігу
У 1873 році імператором [ Цзайчунем] було видано прокламацію для підданих в якій він підтверджував платіжну здатність нової монети.
У 1874 році американські купці та бізнесмени почали використовувати монету, як платіжний засіб.